# Craig Walker
Pour les articles homonymes, voir Walker.
Craig Walker, né en 1971 à Dublin, est un chanteur irlandais, ex-chanteur du groupe Archive.

## Biographie
Sa première collaboration date de 2002 avec l'album You All Look the Same to Me. C'est d'ailleurs avec l'arrivée de Craig Walker comme chanteur qu'Archive quitta quelque peu le trip hop pour le Rock/Rock progressif, en 1999.
D'autres albums naîtront de la collaboration entre Archive et Craig Walker : Noise (avril 2004) et Unplugged (album constitué de reprises acoustiques de certains morceaux du groupe, novembre 2004), ainsi que la bande originale pour le film Michel Vaillant sorti en novembre 2003.
Craig Walker a quitté le groupe en novembre 2004, quelques jours après la sortie d' Unplugged.
À noter que Craig Walker avait été précédemment chanteur de Power of Dreams, groupe irlandais avec lequel il a sorti quatre albums entre 1990 et 1994. Il a également fait partie de Pharmacy en 1998, formation qui n'a sorti qu'un single.
Craig Walker participe aujourd'hui à de nombreux projets dont la collaboration avec le groupe parisien Nord (into the void) ou encore avec le groupe Bang Gang et Demon.
On retrouve la voix de Craig Walker présente sur la BO du film Si j'étais toi (2007).
En 2008, il collabore avec Cotton Clouds sur le titre Come Closer.
Sa dernière collaboration en date est The Fitzcarraldo Sessions, un groupe formé des français Jack The Ripper (à l'exception de son chanteur parti vers d'autres projets) et de guests comme Moriarty, ou 21 Love Hotel.
En 2009, il sort son premier album solo : Siamese.
La chanson Tired Heart a été utilisée à la fin du film Coursier (2009).
Le 12 avril 2024, il chante sur le morceau Personal Army de Archive.